# David Williamson (Zauberkünstler)
David Alan Williamson (* 17. Februar 1961 in Xenia, Ohio) ist ein Comedy-Zauberkünstler. Bekannt ist er durch seine Waschbärpuppe Rocky Raccoon.

## Preise und Auszeichnungen
- 1981 gewann er den Preis der International Brotherhood of Magicians für seine „Sleight of Hands“-Zauberkunst.
- 1981 gewann er auch den Gold Cups Award of Excellence in der Sparte Mikromagie.
- Im Magic Castle in Hollywood gewann er zweimal hintereinander den Titel „Sleight of Hand Magician of the Year“ sowie zweimal den „Magic Castle Lecturer of the Year“ und den „Magic Castle Parlor Magician of the Year“.

## Bücher und DVD
- Kaufman, Richard: Williamsons Wunder : professionelle Impromptus für den anspruchsvollen Zauberkünstler, Verlag: Ed. Huber, Offenbach am Main, 1991, ISBN 3-921785-61-8 (Wurde in mehrere Sprachen übersetzt)
- Sleight of Dave
- Dave 2
- Magic Farm
- Ridiculous